# Sudicio Rinverdito
Sudicio Rinverdito, pseudonimo di Matteo Chieli (Anghiari, ... – Castel Bith, 1592), è stato un poeta italiano.

## Biografia

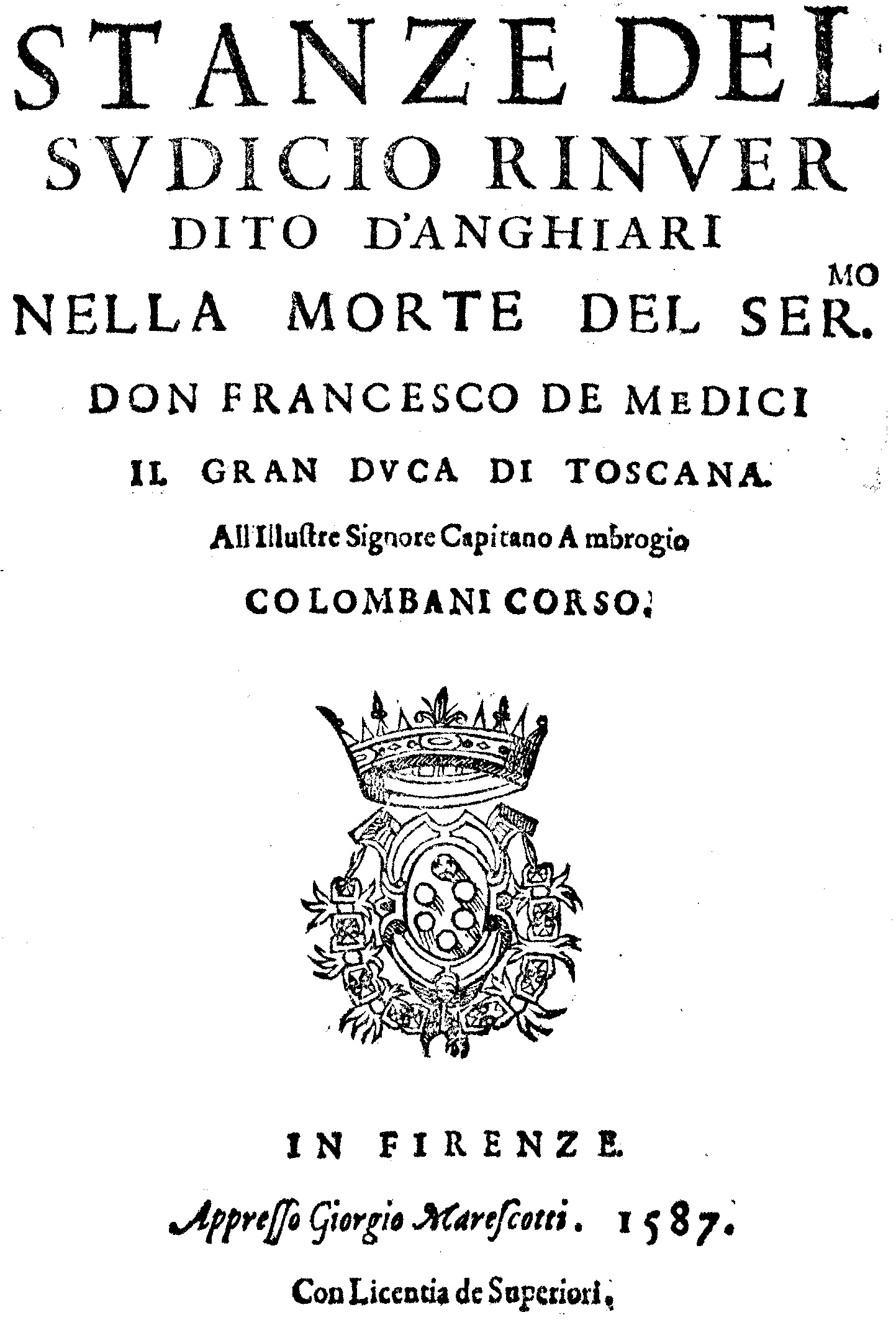
Stanze del Sudicio Rinverdito d'Anghiari

Nel Trattato degli Arbori di Giovanvettorio Soderini, di lui si dice: 
"Matteo Chieli di Anghiari Cavaliere di S. Stefano per vendetta sparò nel mese di Novembre 1575 una archibugiata a Cecchino Dottori e Antonio Angiolieri di Anghiari senza offesa di alcuno di loro, autori dell'omicidio del Cavaliere Mattia Chieli nominato Cavacarne, per cui in conformità dei Capitoli dei Cavalieri gli furono confiscati
i Beni, e confinato al fondo di Volterra, dal quale essendo uscito per grazia di Ferdinando Primo dopo dieci anni, andato per suo comandamento in Francia, fu archibugiato da un suo schiavo a Castel Bith, mentre faceva i suoi agi l'anno 1592. L'uomo dato più alle muse che all'armi, come quello che era Dottore e Accademico Sboccato sotto nome di Sudicio Rinverdito."

## Opere
- Stanze del Sudicio Rinverdito d'Anghiari nella morte del ser.mo don Francesco de Medici il gran duca di Toscana, Matteo Chieli, Editore appresso Giorgio Marescotti, 1587, 32 pagine.
- Tempio fabricato da diversi coltissimi, e nobiliss. ingegni in lode dell'illust.ma & ecc.ma donna Flavia Peretta Orsina, dvchessa di Bracciano, autori:Torquato Tasso, Matteo Chieli, Alessandro Guarnelli, Editore appresso Giovanni Martinelli, 1591, 350 pagine